# August Everding

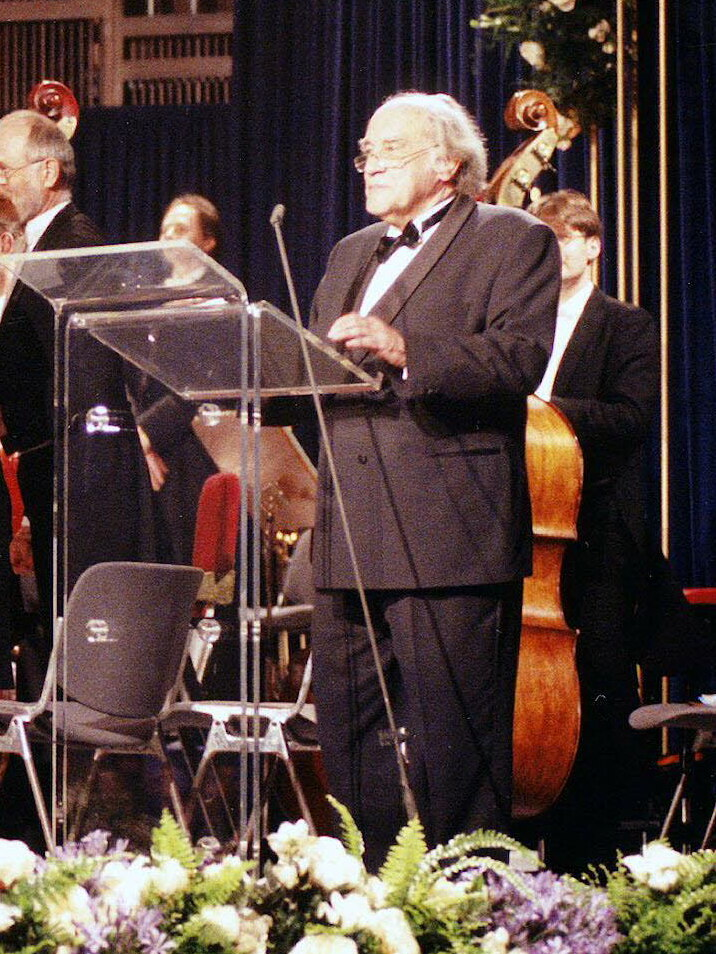
August Everding am Rednerpult auf dem Finalkonzert der Neuen Stimmen 1997 in Gütersloh

August Everding (* 31. Oktober 1928 in Bottrop; † 26. Januar 1999 in München) war ein deutscher Regisseur, Manager, Kulturpolitiker und Intendant.

## Werdegang
Everding kam 1928 als Sohn eines katholischen Propsteiorganisten in Bottrop zur Welt. Er studierte in Bonn, wo er der katholischen Studentenverbindung K.St.V. Arminia im KV beitrat, sowie in München Philosophie, Germanistik, Theologie und Theaterwissenschaft. Hier wurde er Mitglied der KV-Verbindung K.St.V. Ottonia.
Everding begann seine Karriere als Schauspielregisseur. Geprägt wurde er von der Zusammenarbeit mit Hans Schweikart und Fritz Kortner. Später war er auf internationaler Ebene vor allem im Bereich der Oper tätig.
An den Münchner Kammerspielen arbeitete er ab 1953 als Regieassistent. 1955 wurde er Regisseur, 1959 Oberspielleiter, 1960 Schauspieldirektor und 1963 Intendant des Hauses. 1973 wechselte er als Intendant an die Hamburgische Staatsoper, 1977 an die Bayerische Staatsoper in München. Zugleich unterrichtete er als Professor an den Musikhochschulen in Hamburg (1973–1977) und München.
1982 avancierte Everding zum Generalintendanten der Bayerischen Staatstheater. In dieser Position, die er bis 1993 innehatte, rief er das Bayerische Staatsballett und mit Ernst Seiltgen die Bayerischen Theatertage ins Leben. Ab 1993 führte er den Titel Staatsintendant. Als Präsident des Deutschen Bühnenvereins (DBV) organisierte Everding ab 1989 die Integration der Ex-DDR-Theater und -Orchester in das gesamtdeutsche Theatersystem. In zahlreichen Gremien kämpfte er gegen Subventionskürzungen und Theaterschließungen. 1993 gründete er die Bayerische Theaterakademie, der er als Präsident vorstand. Ein Verdienst für München erwarb er sich durch seine Initiative für die Renovierung und Wiedereröffnung des Prinzregententheaters ab 1988 (zunächst sogen. Kleine Lösung ohne Hauptbühne), die in der kompletten Renovierung (inkl. Hauptbühne) mit Fertigstellung am 10. November 1996 mündete.
Für den Fernsehsender (3sat) führte er von 1986 bis 1998 unter dem Titel Da Capo – August Everding im Gespräch mit … Interviews mit Sängern wie Martha Mödl, Elisabeth Schwarzkopf, Anneliese Rothenberger, Peter Schreier, Waldemar Kmentt oder Edda Moser. Darüber hinaus interviewte er wichtige Vertreter von Gesellschaft und Kirche, u. a. 1997 Joseph Kardinal Ratzinger, in der sich der bekennende Katholik Everding für die vorkonziliarische lateinische Messe ausspricht.
August Everding galt als eine der kulturpolitisch einflussreichsten Theaterpersönlichkeiten des 20. Jahrhunderts. In den Medien warb er als versierter Redner und Diskussionspartner für die Sache der Kultur („Kein Luxus, sondern eine Notwendigkeit!“) und erlangte einen hohen Bekanntheitsgrad.

## Privates
Seit 1963 war Everding mit der ebenfalls aus Bottrop stammenden Ärztin Gustava von Vogel (1940–2023) verheiratet. Seine Ehefrau engagierte sich für die Hospizbewegung. Aus der Ehe gingen vier Söhne hervor: Christoph, Cornelius, Johannes und Marcus Everding. Von 1978 bis 1993 bewohnte Everding eine Dienstwohnung auf der Burg Grünwald, danach wohnte er in München-Schwabing.
Ein Krebsleiden, das seine letzten Jahre überschattete und woran er 1999 im Alter von 70 Jahren starb, hielt er vor der Öffentlichkeit geheim. Noch wenige Tage vor seinem Tod trat er bei einem Podiumsgespräch im Gartensaal des Prinzregententheaters auf. Er wurde in seiner Wahlheimat Truchtlaching im Chiemgau beigesetzt.

## Regie (Auswahl)
- Bayreuther Richard-Wagner-Festspiele (Der fliegende Holländer, Bühnenbild Josef Svoboda, Dirigent Silvio Varviso, 1969; Tristan und Isolde, Bühnenbild Josef Svoboda, Dirigent Carlos Kleiber, 1974)
- Wiener Staatsoper (Tristan und Isolde, Bühnenbild Günther Schneider-Siemssen, Dirigent Karl Böhm, 1967; Parsifal von Richard Wagner, Bühnenbild und Kostüme Jürgen Rose, Dirigent Horst Stein, 1979; Linda di Chamounix von Gaetano Donizetti, Bühnenbild Philippe Arlaud, Kostüme Annette Beaufays, Dirigent Bruno Campanella, 1997)
- Opéra Paris (Parsifal, Bühnenbild und Kostüme Jürgen Rose, Dirigent Horst Stein, 1973; Elektra von Richard Strauss, Bühnenbild und Kostüme Andrzej Majewski, Dirigent Karl Böhm, 1974; Don Giovanni von Wolfgang Amadeus Mozart, Bühnenbild und Kostüme Toni Businger, Dirigent Georg Solti, 1975),
- Theater in der Josefstadt, Wien
- Metropolitan Opera in New York City
- Opernhaus San Francisco, Opernhaus Warschau

In der Inszenierung der Zauberflöte (1983) an der Staatsoper Unter den Linden – im laufenden Spielbetrieb in Berlin seit 1994 – baute Everding auf die Bühnenbilder Karl Friedrich Schinkels (1816).

## Weitere Ämter (Auswahl)
- Vorsitzender des Deutschen Kulturrats
- Präsident der Internationalen Vereinigung der Opernhausdirektoren
- Mitglied des Rundfunkrats, des Goethe-Instituts und von InterNationes
- Künstlerischer Gesamtleiter des Deutschen Pavillons für die EXPO 2000 in Hannover
- Vorsitzender der Jury (1987–1997) und Präsident (1995/1997) des Internationalen Gesangswettbewerbs Neue Stimmen

## Veröffentlichungen
- Zehn Jahre John Neumeier und das Hamburger Ballett 1973–1983, mit Christoph Albrecht, John Percival, Holger Badekow. Christians, Hamburg 1983, ISBN 3-7672-0809-1.
- Theater heute, Knoth, Melle 1985, ISBN 3-88368-106-7.
- Mir ist die Ehre widerfahren. An-Reden, Mit-Reden, Aus-Reden, Zu-Reden, Piper, München / Zürich 1985, ISBN 3-492-02512-9.
- München. Stadt im Licht, mit Christiane Marek, Christoph Seeberger, Patricia Goehl, Süddeutscher Verlag, München 1988, ISBN 3-7991-6399-9.
- August Everding. Die ganze Welt ist Bühne, herausgegeben von Klaus Jürgen Seidel, Piper, München / Zürich 1988, ISBN 3-492-03285-0.
- Bottrop, Fotos von Károly Szelényi. Eulen, Freiburg im Breisgau 1990, ISBN 3-89102-224-7.
- Wenn für Romeo der letzte Vorhang fällt, Theater, Oper, Musik – kritische Anmerkungen zur aktuellen Kulturszene, Piper, München / Zürich 1993, ISBN 3-492-11560-8.
- Massen, Macht und Medien. Vorträge im Wintersemester 1996/1997, herausgegeben von Ruprecht-Karls-Universität Heidelberg, HVA, Heidelberg 1997, ISBN 3-8253-7099-2.
- Die Seligpreisungen. Wege in eine menschlichere Welt, Fotos von Daniel Biskup, herausgegeben von Jürgen Haase und Bernhard Wiedemann, Pattloch, Augsburg 1997, ISBN 3-629-00119-X.
- Der Mann der 1000 Opern. Gespräche und Bilder. mit Alexander Kluge, Rotbuch, Hamburg 1998, ISBN 3-434-53018-5.
- Zur Sache, wenn’s beliebt, Reden, Vorträge und Kolumnen, Vorwort von Peter Wapnewski. Heyne, München 1998, ISBN 3-453-14145-8

## Ehrungen und Auszeichnungen
- 1972 Berliner Kritikerpreis
- 1978 Karl-Valentin-Orden
- 1979 Bundesverdienstkreuz I. Klasse
- 1984 Großes Verdienstkreuz
- 1984 Bayerischer Verdienstorden
- 1987 Orden wider den tierischen Ernst
- 1988 Kultureller Ehrenpreis der Landeshauptstadt München
- 1988 Bambi
- 1988 Goldener Gong
- 1991 Werner-Egk-Kulturpreis der Stadt Donauwörth
- 1995 Columbus-Medaille
- 1995 Europäischer Medien- und Kommunikationspreis Oxford
- 1996 Ehrenmitglied der Europäischen Kulturwerkstatt e. V. (EKW) (vormals BühnenReif e. V.)
- 1996 Ehrenbürgerwürde der Stadt Bottrop
- 1996 Silbernes Blatt der Dramatiker Union
- 1998 Bayerischer Maximiliansorden für Wissenschaft und Kunst
- 1998 Gottlob-Frick-Medaille
- Komtur des Verdienstordens der Italienischen Republik
- Orden des Löwen von Finnland
- Bayerische Verfassungsmedaille

In Everdings Geburtsstadt Bottrop tragen zwei Institutionen seinen Namen: die August-Everding-Realschule sowie das städtische Kulturzentrum August Everding (im Gebäude des auch von Everding besuchten ehemaligen Jungengymnasiums).